# Guerra Eritreia-Etiópia
A Guerra entre a Etiópia e a Eritreia começou em maio de 1998 e durou pouco mais de dois anos, até junho de 2000. Os dois países, que figuravam entre os mais pobres do mundo, gastaram centenas de milhões de dólares na guerra,  e o conflito, que buscava pequenas mudanças de fronteira, provocou dezenas de milhares de vítimas.
Desde 1961 a Eritreia vinha lutando pela independência da Etiópia até 1991, quando foi realizado um referendo que conduziu a uma separação pacífica, em 1993. No entanto, o acordo de ambas as partes não tinha definido em vários pontos a demarcação definitiva de uma fronteira comum.
No entanto, poucos anos depois, ambos os países começaram a ter sérias divergências sobre as fronteiras, ao ponto que, em 6 de maio de 1998 as tropas da Eritreia ocuparam e anexaram a região de Badme. Isto levou a pequenos confrontos que foram usados pela Eritreia para acusar a Etiópia pelos assassinatos de vários oficiais da mesma e invadiu com um grande número de forças o seu vizinho. 
A Etiópia declarou guerra e mobilizou o seu exército com o objetivo de contra-atacar.
Em 12 de Dezembro de 2000, os adversários concordaram em um acordo de paz e de arbitragem vinculativo de seus litígios sob os termos do Acordo de Argel. É definida uma zona de segurança temporária de 25 km, desmilitarizada, dentro da Eritreia, ocupada pelas tropas de paz das Nações Unidas (a Missão das Nações Unidas na Etiópia e na Eritreia). Estima-se que entre 53.000 e 300.000 pessoas morreram na guerra.
A arbitragem obrigatória decidiu que a cidade de Badme pertencia a Eritreia,  com uma relutância inicial, no lado etíope que finalmente aceitou de jure, mas ainda se recusa a aplicá-lo eficazmente. Em fevereiro de 2005, forças etíopes mecanizadas foram posicionadas perto da fronteira e o nível de acusações mútuas entre os dois lados aumentaram.
Em 2009, a Etiópia ainda ocupa o território.